# Jean-Baptiste Chanfreau
Jean-Baptiste Chanfreau, né le 17 janvier 1947 à Chanzy en Algérie et mort le 9 mai 2021 à Marseille, est un joueur de tennis français.

## Biographie
Jean-Baptiste Chanfreau remporte la Coupe Galéa (championnat d'Europe juniors par équipe) en 1967, ainsi que la Coupe du Roi avec l'équipe de France en 1970. Joueur talentueux au style fantasque mais inconstant, il remporte cette année-là sa plus belle victoire en individuel au National à Bordeaux, battant en finale le numéro un français Georges Goven en quatre sets.
Sur le circuit international, il atteint la finale de la Coupe Albert Canet en 1969, perdue contre Stan Smith après avoir battu Arthur Ashe en demi-finale. En 1971, il est demi-finaliste à Newport contre Roger Taylor. Il réalise sa meilleure saison en 1973 lorsqu'il atteint les quarts de finale à Cleveland, Haverford et de l'Open Jean Becker à Paris où il bat Nikola Pilić et Tom Gorman.
Il compte quatre sélections en équipe de France de Coupe Davis. Il a disputé trois matchs de double avec Jean-Loup Rouyer en 1970 (deux victoires et une défaite) et un avec Wanaro N'Godrella en 1973.
Jean-Baptiste Chanfreau a été marié avec la joueuse de tennis australienne Gail Sherriff dans les années 1970. Il a eu une fille, Carol Ann, née en 1973.
Il meurt le 9 mai 2021 à Marseille. Une cérémonie est organisée par la Fédération française de tennis en son hommage le 11 juin sur le court Philippe-Chatrier entre les deux demi-finales des Internationaux de France.

## Palmarès

### Finales en double messieurs
| No | Date       | Nom et lieu du tournoi            | Catégorie | Dotation  | Surface         | Vainqueurs              | Partenaire        | Score    |  |
| -- | ---------- | --------------------------------- | --------- | --------- | --------------- | ----------------------- | ----------------- | -------- |  |
| 1  | 11-09-1972 | Rainier Classic Seattle           |           | 25 000 $  | Moquette (int.) | Ross Case Geoff Masters | Wanaro N'Godrella | 6-3, 6-2 |  |
| 2  | 21-01-1974 | Philadelphia Indoors Philadelphie |           | 100 000 $ | Moquette (int.) | Pat Cramer Mike Estep   | Georges Goven     | 6-1, 6-1 |  |

### Finale en double mixte
| No | Date       | Nom et lieu du tournoi                    | Catégorie | Dotation | Surface      | Vainqueurs                   | Partenaire     | Score    |          |
| -- | ---------- | ----------------------------------------- | --------- | -------- | ------------ | ---------------------------- | -------------- | -------- | -------- |
| 1  | 11-06-1973 | Green Shield Kent Championships Beckenham |           | NC $     | Gazon (ext.) | Olga Morozova Alex Metreveli | Marita Redondo | 6-3, 6-1 | Parcours |

## Parcours dans les tournois duGrand Chelem

### En simple
| Année | Open d'Australie | Open d'Australie | Internationaux de France | Internationaux de France | Wimbledon       | Wimbledon         | US Open         | US Open        |
| ----- | ---------------- | ---------------- | ------------------------ | ------------------------ | --------------- | ----------------- | --------------- | -------------- |
| 1966  | —                | —                | 1er tour (1/64)          | Ron Barnes               | 1er tour (1/64) | J.E. Mandarino    | —               | —              |
| 1967  | —                | —                | 2e tour (1/32)           | Bob Hewitt               | 2e tour (1/32)  | Sergei Likhachev  | 1er tour (1/64) | Ralph Howe     |
| 1968  | —                | —                | 1er tour (1/64)          | J.E. Mandarino           | —               | —                 | —               | —              |
| 1969  | 1er tour (1/32)  | Rod Brent        | —                        | —                        | —               | —                 | 1er tour (1/64) | J. Loyo Mayo   |
| 1970  | —                | —                | 1er tour (1/64)          | Jan Kodeš                | 1er tour (1/64) | Tom Gorman        | 2e tour (1/32)  | Tom Gorman     |
| 1971  | —                | —                | 3e tour (1/16)           | François Jauffret        | 2e tour (1/32)  | Jaime Fillol      | 1er tour (1/64) | Phil Dent      |
| 1972  | —                | —                | —                        | —                        | 1er tour (1/64) | Pierre Barthès    | 1er tour (1/64) | Sandy Mayer    |
| 1973  | —                | —                | 2e tour (1/32)           | Dick Stockton            | —               | —                 | 2e tour (1/32)  | Björn Borg     |
| 1974  | —                | —                | 2e tour (1/32)           | Jan Kodeš                | 3e tour (1/16)  | Patrice Dominguez | 2e tour (1/32)  | Alex Metreveli |
| 1975  | —                | —                | 1er tour (1/64)          | John Alexander           | —               | —                 | —               | —              |

N.B. : à droite du résultat se trouve le nom de l'ultime adversaire.

### En double
| Année | Open d'Australie           | Open d'Australie        | Internationaux de France     | Internationaux de France | Wimbledon                   | Wimbledon                 | US Open                    | US Open                 |
| ----- | -------------------------- | ----------------------- | ---------------------------- | ------------------------ | --------------------------- | ------------------------- | -------------------------- | ----------------------- |
| 1968  | —                          | —                       | 2e tour (1/16) W. N'Godrella | I. Năstase Ion Țiriac    | 1er tour (1/32) O. Parun    | K. Rosewall Fred Stolle   | —                          | —                       |
| 1969  | 1er tour (1/16) Piero Toci | Dick Crealy Allan Stone | —                            | —                        | 1er tour (1/32) P. Beust    | O. Davisdon D. Ralston    | 2e tour (1/16) J-L. Rouyer | R. McKinley D. Stockton |
| 1970  | —                          | —                       | 2e tour (1/16) J-L. Rouyer   | W. Gasiorek N. Špear     | 1er tour (1/32) J-L. Rouyer | Kalogeropoulos Ray Keldie | 1/8 de finale J-L. Rouyer  | P. Cornejo J. Fillol    |
| 1971  | —                          | —                       | 1/8 de finale P. Barthès     | T. Gorman Stan Smith     | 2e tour (1/16) P. Barthès   | R. Emerson Rod Laver      | —                          | —                       |
| 1974  | —                          | —                       | 1/8 de finale G. Goven       | K. Hirai T. Sakai        | 1er tour (1/32) G. Goven    | C. Pasarell E. van Dillen | —                          | —                       |

N.B. : le nom du ou de la partenaire se trouve sous le résultat ; le nom des ultimes adversaires se trouve à droite.